# Kirsty Besterman
Kirsty Besterman (nacida en 1980) es una actriz británica de teatro y cine. Se formó en la Real Academia de Arte Dramático y se graduó en 2002.

## Filmografía

### Películas
| Año  | Título                       | Papel        | Notas        |
| ---- | ---------------------------- | ------------ | ------------ |
| 2006 | An American Nobody in London | Isabelle     |              |
| 2007 | Supermarket Sam              | Jenny        | Cortometraje |
| 2015 | Chicken                      | Mrs. Rickson |              |
| 2018 | A.I. Rising                  | Computadora  |              |

### Televisión
| Año  | Título            | Papel              | Notas                               |
| ---- | ----------------- | ------------------ | ----------------------------------- |
| 2004 | Doctors           | Jackie             | Episodio: "Hidden Harm"             |
| 2009 | Doctors           | Carla Mayhew       | Episodio: "Gone to the Dogs"        |
| 2010 | Foyle's War       | Caroline Devereaux | Episodio: "The Hide"                |
| 2011 | Doctors           | Becky Garland      | Episodio: "The Lonely Woman"        |
| 2014 | Silent Witness    | Amy Nash           | Episodio: "Fraternity"              |
| 2015 | Padre Brown       | Julia Flanders     | Episodio: "The Paradise of Thieves" |
| 2017 | Holby City        | Claire Hatbridge   | Episodio: "Wildest Dreams"          |
| 2020 | Doctor Who        | Solpado            | Episodio: "The Timeless Children"   |
| 2020 | La materia oscura | Sam Cansino        | Episodio: "Theft"                   |
| 2022 | Grantchester      | Melanie Carmichael | Serie 7, episodio 2                 |

### Teatro
- "Arcadia" (English Touring Theatre)[2]
- "Separate Tables" (Salisbury Playhouse)[3]
- "Tonight at 8.30" (English Touring Theatre)[4]
- "Private Lives" (Royal Lyceum Edinburgh)[5][6]
- "Playhouse Creatures" (Chichester Theatre)[7]
- "Foxfinder" (Finborough Theatre)[8]
- "The Importance of Being Earnest" (The Rose Theatre Kingston)[9]
- "Amy's View" (Nottingham Playhouse)[10]
- Plunder (Watermill Theatre)[11]
- The Rivals (Theatre Royal, Bath)[12]
- Otelo (Cheek by Jowl), como Bianca[13]
- El rey Lear (RSC Academy), como Cordelia[14][15]
- Holding Fire! (Shakespeare's Globe)[16][17]
- El mercader de Venecia (Shakespeare's Globe), como Portia[18]
- Macbeth (National Theatre tour), como Lady Macbeth[19]